# Callionyma sarcodes
Callionyma sarcodes är en fjärilsart som beskrevs av Edward Meyrick 1883. Callionyma sarcodes ingår i släktet Callionyma och familjen mott. Inga underarter finns listade i Catalogue of Life.